# Analipus japonicus
Espèce
Synonymes
- Chordaria abietina Ruprecht ex Farlow, 1875[2]
- Halosaccion japonicum Harvey, 1857[2]
- Heterochordaria abietina (Ruprecht ex Farlow) Setchell & N.L.Gardner, 1924[2]

Analipus japonicus est une espèce d’algues brunes de la famille des Ralfsiaceae selon AlgaeBase (311 mars 2019) et NCBI (11 mars 2019), ou de celle des Chordariaceae selon ITIS (11 mars 2019) ou encore de celle des Scytosiphonaceae selon World Register of Marine Species (11 mars 2019).

## Description
Cette algue présente une base pérenne encroûtée, d'où poussent, dès le mois de Mars, des thalles érigés qui eux sont annuels.

## Histoire du taxonAnalipus japonicus
Cette espèce a reçu plusieurs appellations synonymes. Son basionyme est Halosaccion japonicum Harvey, 1857 ; et elle a deux synonymes hétérotypiques : Chordaria abietina Ruprecht ex Farlow, 1875 et Heterochordaria abietina (Ruprecht ex Farlow) Setchell et Gardner, 1924.